# 나와 스타의 99일
《나와 스타의 99일》(僕とスターの99日 보쿠토스타노 규주쿠니치[*])는 2011년 10월 23일부터 12월 25일까지, 후지 TV 계열의 드라마틱 선데이 범위(일요일 21:00 ~ 21:54 JST)에서 방송 된 텔레비전 드라마이다.
주연은 니시지마 히데토시와 김태희 (공동 주연)이다.

## 개요
일본을 방문해 온 한국의 톱 여배우와 그녀의 보디가드를 맡게 된 독신남의 99일 한정의 비밀의 사랑을, '가장 가깝고 먼 사랑'을 테마로 코미디로 만들어 그린 러브 스토리.
캐치 카피는 만약의 사랑은, 만약의 기한부..
본작에서 한국인 여배우 김태희는 일본의 텔레비전 드라마 첫 출연과 동시에 첫 주연(공동 주연)을 맡았다.
본래 제목은 그녀는 한국 스타(彼女はコリアンスター)였다.

## 등장 인물

### 주요 인물
- 나미키 코헤이 (38) - 니시지마 히데토시 (유년기 : 하라다 가즈키)

미혼, 독신. 취미는 천체 관측이며, 별 외에는 흥미있는 것이 없다. 정의감이 강하고 남을 위해 행동하지만, 자신도 모르게 그 과정이 오해로 발전한다.
천문대에서 해고 당하고 난 후 경비업체 재팬 시큐리티 가드 (JCG)의 아르바이트 경비원으로 일하고 있다. "별 밖에 관심 없으니까"라는 이유로 대한민국에서 방일한 여배우 유나의 보디가드를 담당하게 된다.
- 한유나 (30) - 김태희 (유년기 : 토요다 루나)

대한민국의 톱스타이며, 드라마상의 드라마 《하얀 기억》의 주연으로 캐스팅 되어 일본에 장기 체류하게 된다. 대한민국에서는 '국민 신부'라는 별명으로 불리며, 특히 웃는 얼굴은 '일등성의 반짝임'이라고 일컬어진다. 소속사에서 청순가련한 이미지를 강요당하고 있지만, 실제로는 일본의 B급 먹을거리를 좋아하며 의외로 자유분방한 성격.

### 연예계 관계자
- 다카나베 야마토 (38) - 사사키 쿠라노스케 (유년기 : 엔도 마사토)

'동료 연기자 킬러'라고 불리는 일본의 톱 배우. 《하얀 기억》을 통해 유나와 함께 연기한다. 자신의 재능과 외모에 절대적인 자신감을 가지고 있지만, 도가 지나쳐 자뻑 기미도 있다. 코헤이는 기억하지 못하지만 초등학교 동창이다.
- 하시즈메 카즈야 (30) - 카나메 준

프리랜서 예능 기자, 소위 말하는 파파라치이다. 보도 카메라맨으로서 전장(戰場)에 나가기도 하였다. 특종을 노리며 유나를 집요하게 뒤쫓는다.
- 세리자와 나오코 (53) - 아사카 마유미

유나의 소속사 사장, 대학 교수였던 에미코의 제자. 타산적이고 두뇌회전이 빠르며, 유나에게 청순가련한 이미지를 잘 유지하도록 이른다.
- 장희진 (23) - 한영혜

유나의 스태프.
- 나츠메 준키치 (24) - 후루카와 유키

야마토의 스태프.
- 미카미 유리코 - 사야코

《하얀 기억》 스태프.

### 경비회사 JSG
- 사에구사 에미코 (60) - 바이쇼 미츠코

JSG의 사장. 과거, 대학에서 경영학을 가르쳤다.
- 콘도 타모츠 (27) - 이시구로 히데오

JSG의 사원. 두 아이를 둔 아버지이다. 언제나 코헤이의 무리한 부탁 때문에 곤란해 한다.

### 나미키 家
- 나미키 모모 (17) - 사쿠라바 나나미

유키코의 장녀이자 코헤이의 조카, 프로 댄서를 꿈꾸는 고교 2학년생. 노래방에서 아르바이트를 하고 있으며, 코헤이가 유나의 보디가드라는 것을 알고 기획사 사장(=나오코)를 만나기 위해 호시탐탐 기회를 노린다.
- 나미키 스미레 (10) - 이시바사 다카와

유키코의 차녀.
- 나미키 렌 (7) - 스즈노모리 쇼마

유키코의 장남.
- 나미키 유키코 (45) - 이쿠타 토모코

코헤이의 7살 위 누나, 생명보험 설계사. 전대미문인 성격으로, 아이들을 코헤이에게 맡기고 미래의 남편을 찾으러 여행을 떠난다.

### 외
- 태성 (25) - 옥택연 (2PM, 유년기 : 다나카 가나우)

유나와 어떠한 관계가 있는 의문의 남자.
- 누마타 미츠요 - 가타기리 하이리

다코야키가게 밋짱의 점주. 코헤이가 살고있는 건물 주인이기도 하다.
- 아키나 - 후지이 세이코

단란주점 JUSTIN 호스티스.

### 각 화 게스트
제1화
- 사토 - 요시이에 아키히토

TV 하우스 기자. 유나가 주연을 맡은 《하얀 기억》의 기자회견을 취재한다.
- 《하얀 기억》 기자회견 진행 - 나카노 미나코 (후지 TV 아나운서)

제2화
- 하타케야마 야스코 - 야기 에미리

코헤이의 초등학교 동창생.
제3화
- 사와무라 - 이노우에 주리

코헤이의 초등학교 동창생.
제6・8・9화
- 구마다 고즈에 - 카토 아이

코헤이가 과거에 일했던 천문대 후배.

## 제작진
- 각본 - 다케다 유키
- 연출 - 구니모토 마사히로, 오쿠보 도모미
- 음악 - 고니시 가요, 곤도 유키오
- 천문학 자문 - 아가타 히데히코
- 경비 자문 - 도다카 데쓰야
- 협력 - 도호 시큐리티
- 액션 코디네이터 - 사사키 슈헤이
- 기술협력 - 포춘, VASC, Vanskap
- 조명협력 - K 컴퍼니
- 미술협력 - 후지 아트
- 기획총괄 - 나리카와 히로아키
- 기획 - 나리타 가즈키, 오타 마사루
- 프로듀스 - 지바 유키토시, 오쿠보 도모미
- 제작협력 - 케이 팩토리
- 제작저작 - 후지 TV

## 주제가
- 주제가: 스피츠 〈타임 트래블〉 (タイム・トラベル, 유니버설 뮤직)

하라다 신지의 동명 싱글을 커버한 곡.
스피츠가 연속극 주제가를 담당하게 된 것은 2004년 《메다카》의 마사유메 (正夢) 이후 7년만이다.
- 삽입곡: Crystal Kay 〈Superman〉 (Delicious Deli Record)

## 방송일·부제·시청률
| 각 화                                                    | 방송일           | 부제 | 연출              | 시청률 |
| -------------------------------------------------------- | ---------------- | --- | ----------------- | ------ |
| 제1화                                                    | 2011년 10월 23일 | 혹시나 했던 사랑은 역시나 기한부... 경비원×여배우! 위험한 두 명의 풀 스로틀 러브 まさかの恋はまさかの期限付き・・・ 警備員×女優! キケンな2人のフルスロットルラブ | 구니모토 마사히로 | 10.2%  |
| 제2화                                                    | 2011년 10월 30일 | 위험한 두 사람 급 접근. 스타가 우리집에 불법침입!? 비밀스런 하룻밤 キケンな2人急接近スターが我が家に不法侵入!? ヒミツの一夜                                      | 구니모토 마사히로 | 9.7%   |
| 제3화                                                    | 2011년 11월 6일  | 위험한 두 사람 급 전개. 별이 이어주는 운명의 삼각 재회는 충격의 막을 올린다 キケンな2人急展開星が繋ぐ運命の三角形再会は衝撃の幕開け                              | 오쿠보 도모미     | 9.0%   |
| 제4화                                                    | 2011년 11월 13일 | 위험한 두 사람의 죄와 벌! 해고! 덫에 걸린 오누이 キケンな2人の罪と罰! 解雇! 罠にはまる姉弟                                                                       | 구니모토 마사히로 | 10.4%  |
| 제5화                                                    | 2011년 11월 20일 | 약속을 지키지 못해 위험한 두 사람... 꿈이, 별이, 멀어진다 約束を守れなかったキケンな二人・・・夢が、星が、遠く引き裂く                                           | 지바 유키토시     | 8.3%   |
| 제6화                                                    | 2011년 11월 27일 | 등을 맞댄 두 사람... 이제 원래대로 돌아갈 수 없어! 별이 빛나는 밤하늘 아래 눈물의 Yell 背を向けたフタリ・・・もう元には戻れない! 星空の下涙のエール              | 구니모토 마사히로 | 9.6%   |
| 제7화                                                    | 2011년 12월 4일  | 오늘밤, 운명의 키스! 드디어 달리기 시작하는 사랑 今夜、運命のキス! ついに恋が走り出す                                                                            | 다메가와 히로유키 | 7.8%   |
| 제8화                                                    | 2011년 12월 11일 | 간모 결사의 참전으로 통곡! 누구를 위한 마지막 미소 ガンモ決死の参戦で号泣! 最後の笑顔は誰の為                                                                    | 구니모토 마사히로 | 9.1%   |
| 제9화                                                    | 2011년 12월 18일 | 행복해지기 위해! 용기와 모험의 최종장 幸せになるために! 勇気と冒険の最終章                                                                                       | 구니모토 마사히로 | 8.4%   |
| 최종화                                                   | 2011년 12월 25일 | 사랑하는 사람들의 선물. 나만의 별을 찾았다! 愛する者達の贈り物俺だけの星を見つけた!                                                                              | 구니모토 마사히로 | 10.9%  |
| 평균 시청률 9.3% (시청률은 간토 지방 비디오 리서치 조사) |                  | |                   |        |

- 제1화는 15분 연장되어 21시 ~ 22시 9분에 방송.
- 제3화는 《2011년 월드컵 배구》 여자 일본 대 중국전 중계로 50분 딜레이.
- 제4화는 《2011년 월드컵 배구》 여자 일본 대 브라질전 중계로 25분 딜레이.
- 제5화는 《2011년 월드컵 배구》 남자 일본 대 이란전 중계로 40분 딜레이.
- 제6화는 《2011년 월드컵 배구》 남자 일본 대 이집트전 중계로 40분 딜레이.
- 제7화는 《2011년 월드컵 배구》 남자 일본 대 브라질전 중계로 10분 딜레이.